# Androsace flavescens
Androsace flavescens är en viveväxtart som beskrevs av Carl Maximowicz. Androsace flavescens ingår i släktet grusvivor, och familjen viveväxter. Inga underarter finns listade i Catalogue of Life.